# Villani (famiglia)

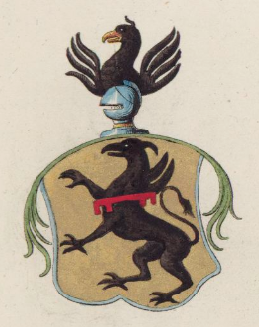
Stemma della famiglia Villani di Firenze.

Villani (Villani-Stoldi) fu una nobile famiglia di Firenze, estinta nel 1617.
Prese il cognome da un Villano, figlio di Stoldo di Bellincione.

## Esponenti illustri
- Villano Villani (?-1328), politico e capostipite della famiglia
- Giovanni Villani (1280-1348), cronista
- Matteo Villani (1283-1363), letterato
- Filippo Villani (1325-1407), letterato
- Jacopo Villani (1388-?), ricco mercante

## Arma
D'oro, al grifo di nero, attraversato da un lambello di tre pendenti di rosso, colla bordura dentata dello stesso.